# Генрайко (округ, Вірджинія)
Шаблон:StateAbbr_ 37°33′ пн. ш. 77°24′ зх. д. / 37.55° пн. ш. 77.4° зх. д.
Округ  Генрайко (англ. Henrico County) — округ (графство) у штаті  Вірджинія, США. Ідентифікатор округу 51087.

## Демографія
За даними перепису 2000 року загальне населення округу становило 262300 осіб, зокрема міського населення було 247292, а сільського — 15008. Серед мешканців округу чоловіків було 122922, а жінок — 139378. В окрузі було 108121 домогосподарство, 69834 родин, які мешкали в 112570 будинках. Середній розмір родини становив 2,97.
Віковий розподіл населення поданий у таблиці:
| Стать    | До 15 років | 15-21 | 22-29 | 30-39 | 40-49 | 50-65 | 65-85 | Понад 85 |
| -------- | ----------- | ----- | ----- | ----- | ----- | ----- | ----- | -------- |
| Чоловіки | 27845       | 10281 | 14366 | 20876 | 19749 | 17458 | 11287 | 1060     |
| Жінки    | 26807       | 10119 | 15894 | 23037 | 22542 | 20725 | 16975 | 3279     |

## Суміжні округи
- Гановер — північ
- Нью-Кент — північний схід
- Чарлз — південний схід
- Честерфілд — південь
- Ричмонд — південь
- Паугатен — південний захід
- Гучленд — захід

## Виноски
1. ↑  U.S. Decennial Census. United States Census Bureau. Архів оригіналу за 26 квітня 2015. Процитовано 2 січня 2014.
2. ↑  Historical Census Browser. University of Virginia Library. Архів оригіналу за 11 серпня 2012. Процитовано 2 січня 2014.
3. ↑  Population of Counties by Decennial Census: 1900 to 1990. United States Census Bureau. Архів оригіналу за 15 грудня 2013. Процитовано 2 січня 2014.
4. ↑  Census 2000 PHC-T-4. Ranking Tables for Counties: 1990 and 2000 (PDF). United States Census Bureau. Архів оригіналу (PDF) за 18 грудня 2014. Процитовано 2 січня 2014.
5. ↑  American FactFinder. Бюро перепису населення США. Архів оригіналу за 21 травня 2008. Процитовано 31 січня 2008.

| США | Це незавершена стаття з географії США. Ви можете допомогти проєкту, виправивши або дописавши її. |